# The Collaboration
The Collaboration es una próxima película dramática biográfica estadounidense dirigida por Kwame Kwei-Armah (en su debut cinematográfico) y escrita por Anthony McCarten, basada en su obra de teatro del mismo nombre. La película está protagonizada por Paul Bettany y Jeremy Pope, repitiendo los papeles de Andy Warhol y Jean-Michel Basquiat que interpretaron en la presentación original de la obra de teatro en febrero de 2022 en el West End de Londres, y durante una presentación extendida en Broadway hasta febrero de 2023. 

## Sinopsis
Dos artistas opuestos, Andy Warhol y Jean-Michel Basquiat, comienzan una exitosa colaboración en la Nueva York de los años 80 después de ser emparejados por el coleccionista de arte Bruno Bischofberger. 

## Reparto
| Actor             | Personaje            |
| ----------------- | -------------------- |
| Paul Bettany      | Andy Warhol          |
| Jeremy Pope       | Jean-Michel Basquiat |
| Daniel Brühl      | Bruno Bischofberger  |
| Melissa Barrera   | Maya                 |
| Henry Hunter Hall | Michael Stewart      |
| Andrea Sooch      | Julia Warhol         |
| Andrew Fama       | Jed                  |
| Erin Eva Butcher  | Pat Hackett          |
| Charlie Statires  | Peter                |

## Producción
En febrero de 2022 se anunció que Anthony McCarten había adaptado su obra de teatro y produciría una versión cinematográfica junto a Denis O'Sullivan con la dirección de Kwame Kwei-Armah . Paul Bettany y Jeremy Pope retomarían sus papeles de la obra original como Andy Warhol y Jean-Michel Basquiat, respectivamente.  En agosto de 2022 se incorporó al reparto Daniel Brühl, mientras que Hannah Beachler se desempeñaría como diseñadora de producción y Robert Yeoman como director de fotografía.  En septiembre de 2022 se reveló que Melissa Barrera se uniría al elenco, mientras que Paul Machliss editaría la película.  El rodaje comenzó en 2022 en el área metropolitana de Boston con escenas filmadas en Marina Studios en Quincy, Massachusetts, a partir del 14 de septiembre de 2022,  y partes de Lynn, Massachusetts que se duplicaron como la Nueva York de los años 80. 

## Estreno
Bettany le dijo a The New York Observer a finales de 2022 que la película no había sido editada en ese momento, con una fecha de estreno más temprana para finales del verano de 2023, tal vez en Venecia, pero sin planes firmes. 